# Dennis Hale (zanger)
Dennis Godfrey Hale (Uckfield, 24 mei 1922 - Kitwe, 10 september 1960) was een Britse bigband-zanger.

## Loopbaan
Hale zong bij onder meer Oscar Rabin, Jack Parnell, Teddy Foster (1945 tot 1946) en Eric Winstone (1946 to 1948).
In 1948 begon Hale een eigen orkest waarmee hij speelde in ballroom Aquarium ballroom in Brighton. Begin jaren vijftig nam hij platen op voor het label Parlophone, in 1955 stapte hij over naar Decca Records.

## Opnames

### Parlophone
- Anytime/Weaver of Dreams (maart 1952)
- Devil Eyes (februari 1954
- Blowing Wild (april 1954)
- The Bandit (juni 1954)
- The Butterscotch Mop (1955)

### Decca
- Chee Chee-Oo Chee (Sang the Little Bird) (juni 1955)
- Sweet and Gentle (juli 1955)
- Walk With Me Forever (juli 1955)
- The Longest Walk (oktober 1955)
- Tina Marie (oktober 1955)
- It's Almost Tomorrow (januari 1956)
- Stealin' (januari 1956)

### Label onbekend
- Can't I
- Sway
- Only Fools
- Why Don't You Believe Me?

## Persoonlijk leven
Hale deed dienst in de oorlogsjaren en toen hij het leger verliet, was hij sergeant-majoor. Hij was de jongste in de Royal Artillery die die rang toen had. 
Hij trouwde in 1946 en had twee zonen.